# 베기스 부두
베기스 부두(독일어: Weggis landing stage)는 스위스 루체른주에 있는 베기스 시정촌에 있는 페리 항구이다. 루체른 호수 북쪽으로 돌출된 리기산의 돌출부에 위치하고 있다. 이 부두는 루체른호 해운에서 서비스를 제공한다.

## 운행편
2020년 12월 시간표 변경에 따라 다음 서비스가 베기스 부두에서 정선한다.
- 루체른호 해운 : 루체른 부두역과 브루넨 사이를 매시간 운행. 일부 선박은 브루넨에서 플뤼엘렌까지 계속된다.